# Félix Ruiz de Arcaute
Félix Ruiz de Arcaute, né à Anvers (Belgique) le 8 novembre 1927 et mort à Arette (France) le 24 juillet 1971, est un spéléologue belge d'origine basque espagnole.

## Biographie
Félix Ruiz de Arcaute van der Stucken est né à Anvers en Belgique le 8 novembre 1928.
En 1951, il s'installe à Tolosa (Guipúzcoa) pour prendre en charge les actions que sa famille possédait dans une entreprise papetière de la ville. Pour régulariser sa situation, Arcaute est contraint d'effectuer son service militaire ; il est affecté à Estella (Navarre)[réf. souhaitée].
Il est décédé le 24 juillet 1971, à 43 ans, d'une crise cardiaque alors qu'il franchissait une cascade de la rivière souterraine du gouffre Loné-Peyret, dans le massif de La Pierre Saint-Martin.

## Activités spéléologiques

### Les débuts en Espagne
En Espagne, lors de sa présence à Tolosa à partir de 1951 (cf. supra), il entre dans la section de spéléologie de la société scientifique Aranzadi, où Jesús Elósegui, Juan San Martínet et d'autres étaient en pleine exploration du système Gesaltza-Jaturabe-Arrikrutz (Oñate). 
Pendant son affectation militaire à Estella (cf. supra), il prend contact avec une autre recrue, Eugenio Roa, avec laquelle il explore le gouffre d'Igúzquiza. Il se joint bientôt à d'autres jeunes (Arriaga, Elcano, Castejón ...) pour effectuer diverses explorations dans la région (Basaura, Los Cristinos, Itxako, ...), donnant ainsi naissance au futur groupe de spéléologie d'Estella. 
Peu de temps après, il contacte plusieurs spéléologues de Pampelune qui ont jusqu'alors mené des explorations de manière quelque peu précaire : les frères Santesteban, Pedro Etxaleku, Jose Mari Sáenz, Miguel Bengoa, Juan Razkin, etc., qui constitueront peu après la section spéléologique de l'Institution Príncipe de Viana (IPV). Ruiz de Arcaute leur fournit une formation et du matériel technique (principalement des échelles métalliques) et les soutient dans la grande exploration du gouffre d'Ormazarreta. Les Navarrais sont rejoints par Adolfo Eraso, du groupe Manuel Iradier de Vitoria ; tous ensemble, en 1953, ils entreprennent l'exploration du poljé de Zaldibe (Sierra de Urbasa), car la taille de ses gouffres dépassait la capacité logistique d'un seul groupe. 
La même année, il commence une série de prospections sur le massif de Larra-Belagua (versant espagnol du massif de La Pierre Saint-Martin), avec ses amis de Pampelune.

### Les activités en France
En France, dans la même période des années cinquante, il se lie d'amitié avec un groupe du Club Alpin Français  de Grenoble (SGCAF). Il prend une part importante dans les prospections et la découverte du gouffre Berger (Isère) sur le massif du Vercors. Dans ce gouffre, le 25 mai 1953, il est victime d'un accident au puits Ruiz.
En 1965, il est l'un des cofondateurs de l'Association de recherches spéléologiques internationales à la Pierre-Saint-Martin (ARSIP). Il se dévoua sans compter pour les recherches sur ce massif. Ce fut un grand ami de Corentin Queffelec et de Jacques Sautereau de Chaffe.

### Notoriété
Félix Ruiz de Arcaute serait à l'origine de la maxime : « Le maillon n'est rien, seule la chaîne compte », ou l'a du moins rendu célèbre dans le milieu spéléo.

## Sources
- « Les grandes figures disparues de la spéléologie française », Spelunca (Spécial Centenaire de la Spéléologie), no 31,‎ juillet-septembre 1988, p. 16-17 (lire en ligne)
- Delanghe Damien, Les Cahiers du CDS no 12, mai 2001, FFS Documentation : « Médailles et distinctions honorifiques » (document PDF à télécharger)
- Association des anciens responsables de la fédération française de spéléologie : In Memoriam.
- ARSIP (1974) : Félix Ruiz de Arcaute - in Bulletin de l'ARSIP 1973-1974 (7-9), pages 3-6, 1 photographie, bibliographie.
- Queffelec, C. (1980) : Bulletin de l'ARSIP 1977-1980 (12-15), pages 141-146, 10 photographies.
- Queffelec, C. (1994) : Jusqu'au fond du gouffre, T1, Éditions Spéléo
- Queffelec, C. (1978) : Jusqu'au fond du gouffre, T2, Éditions Arcora
- Sautereau de Chaffe, J. (1972) : In memoriam - Spelunca (Paris) 1972 (4), page 115, 1 photographie.
- Sautereau de Chaffe, J. (1980) : Il y a dix ans… Félix Ruiz de Arcaute - in Bulletin de l'ARSIP 1977-1980 (12-15), pages 136-140, 10 photographies.